# Gewöhnliches Afrogelbholz
Das Gewöhnliche Afrogelbholz (Afrocarpus falcatus) ist eine Pflanzenart aus der Gattung der Afrogelbhölzer (Afrocarpus) in der Familie der Steineibengewächse (Podocarpaceae). Sie ist in den afromontanen Wäldern des südlichen Afrika heimisch.

## Beschreibung

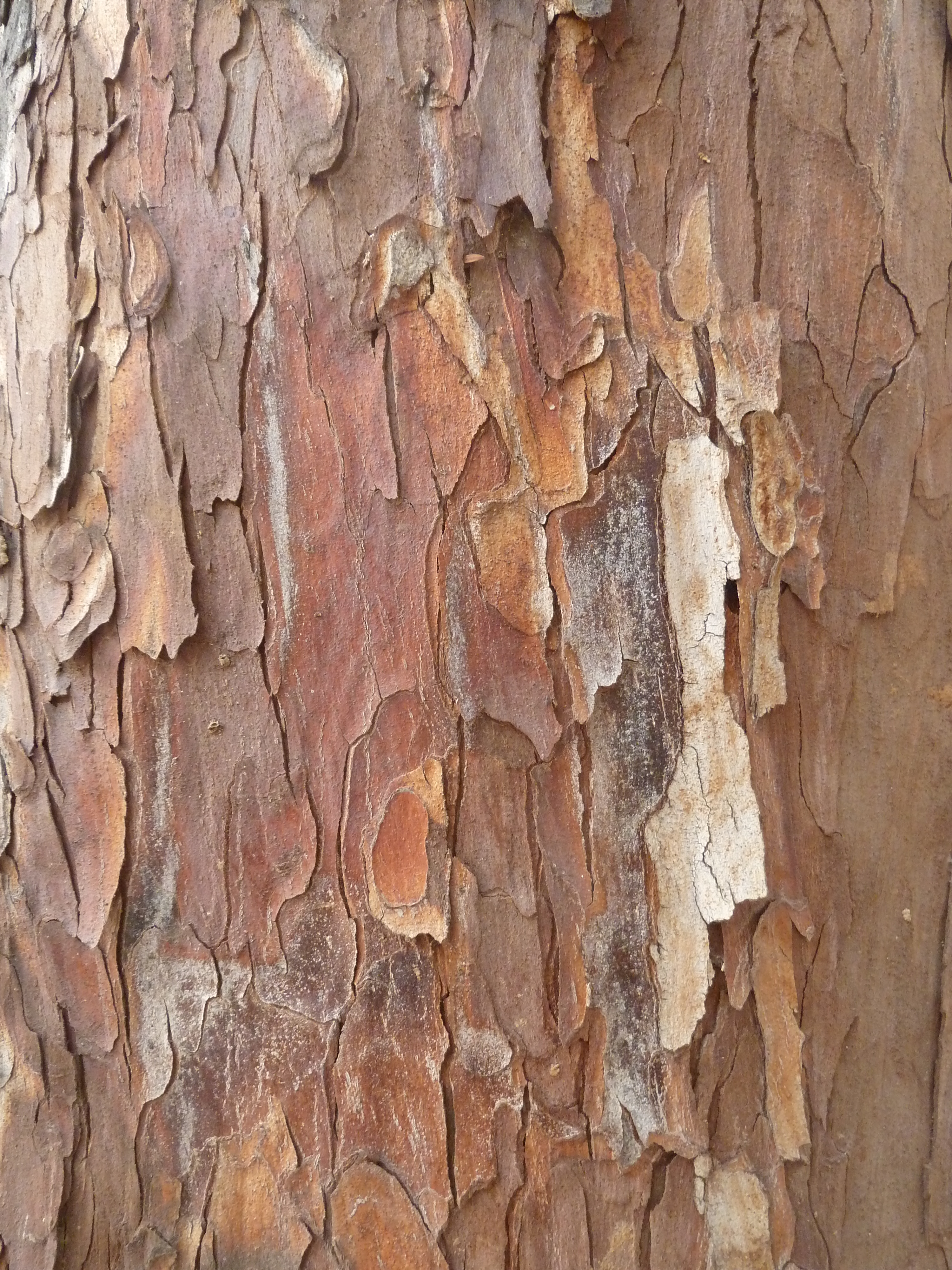
Borke

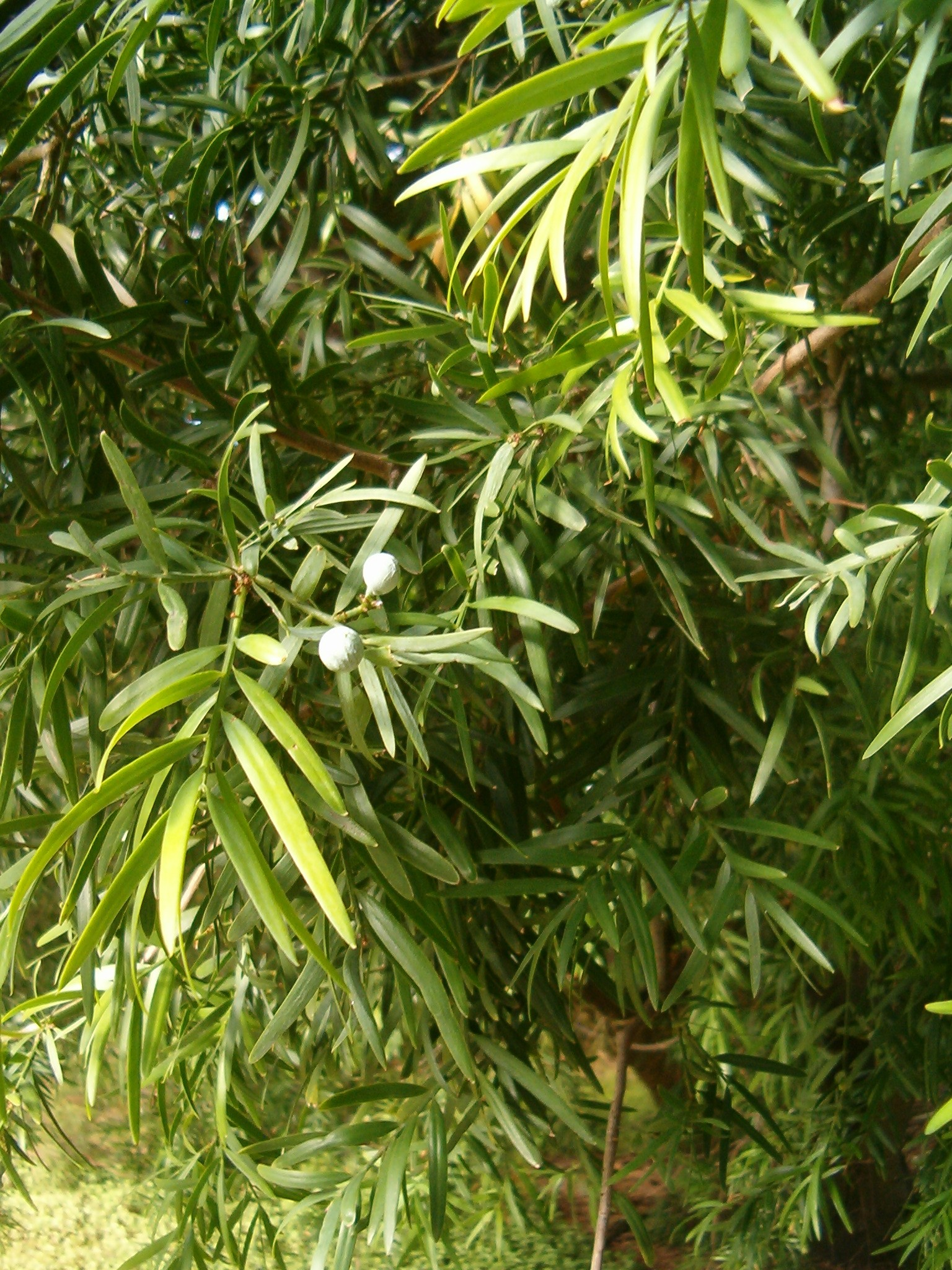
Zweig mit Blättern und unreifen Epimatien

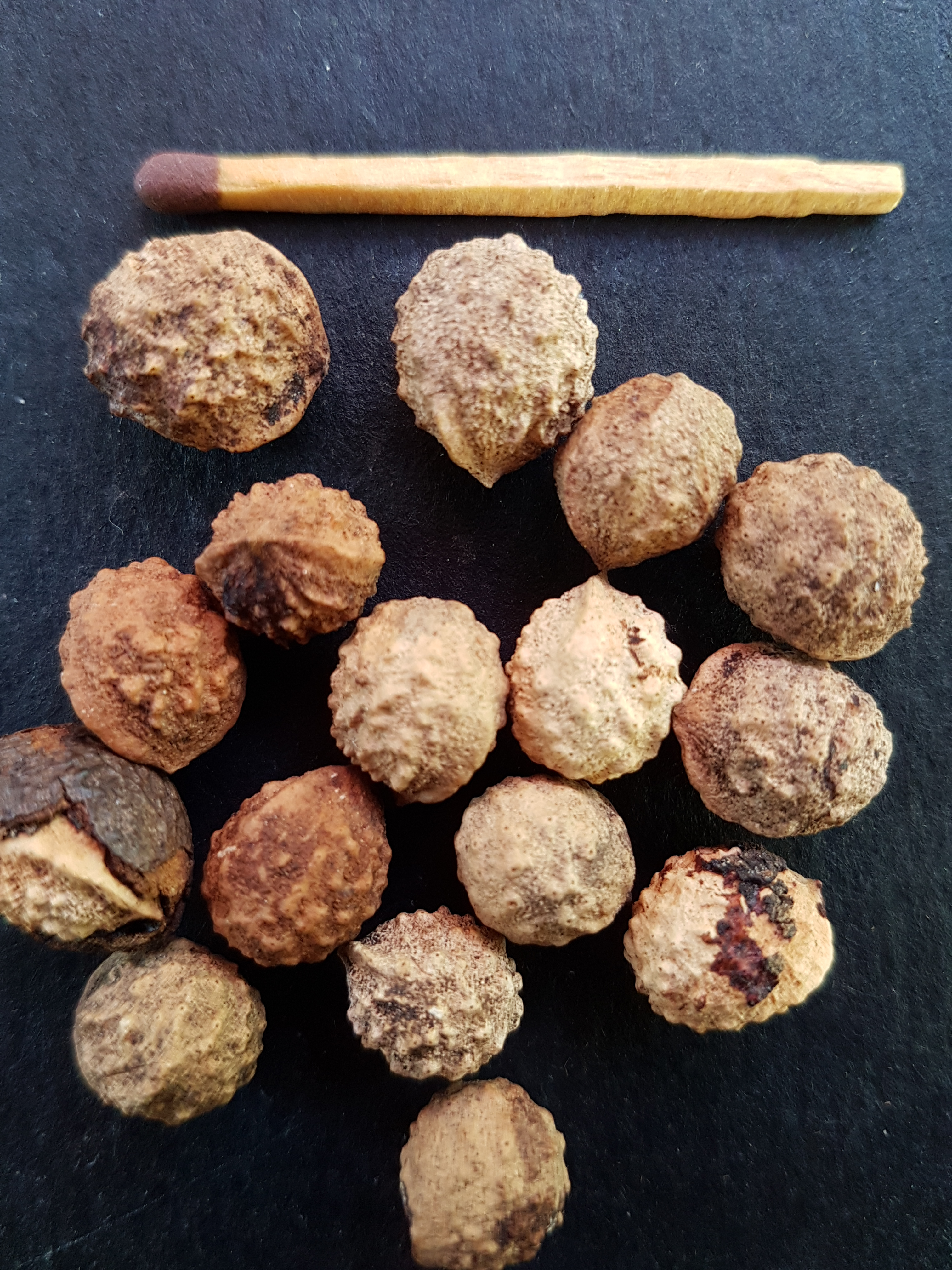
Samen

### Vegetative Merkmale
Das Gewöhnliche Afrogelbholz wächst als immergrüner Baum und erreicht Wuchshöhen von meist 10 bis 25, als über das Kronendach ragender Emergent selten bis zu 60 Metern. Der Stamm größerer Exemplare ist bis in über 20 Meter Höhe astrein. Es werden Stammdurchmesser von bis über 2 Metern erreicht. Die Borke des Stammes ist braungrau bis purpurgrau; an jungen Baumxemplaren ist sie mehr oder weniger glatt; an älteren Exemplaren blättert sie in dünnen Flicken oder Streifen ab.
Die Zweige sind im Querschnitt rund oder – vor allem bei jüngeren Exemplaren – quadratisch; die Blattbasen abgefallener Blätter hinterlassen erhabene Furchen am Zweig. Die Endknospen sind etwa 1 Millimeter groß. Die äußeren Knospenschuppen sind sehr schlank dreieckig, 2 bis 2,5 Millimeter lang und etwa 1 Millimeter breit.
Die Laubblätter sind spiralig angeordnet; sie sind glänzend dunkelgrün bis gelbgrün. Die Blätter sind bei einer Länge von meist 2 bis 4 (1 bis 5) Zentimetern sowie einer Breite von meist 2 bis 4 (1,2 bis 6) Millimetern linealisch-lanzettförmig bis -elliptisch und enden spitz bis stumpf. Junge Blätter sind gegenständig und bisweilen auch bis zu 12 Zentimeter lang. Die Mittelrippe ist auf der Unterseite leicht erhaben. Auf beiden Seiten des Blattes sind etwa 14 bis 20 Stomabänder vorhanden.

### Generative Merkmale
Afrocarpus falcatus ist zweihäusig getrenntgeschlechtig (diözisch). Männliche Zapfen sitzen fast stiellos einzeln oder in Gruppen zu zweit bis viert. Die männlichen Zapfen sind 5 bis 13 Millimeter lang sowie etwa 3 Millimeter breit und bräunlich. Die Pollensäcke sind 0,6 bis 0,7 Millimeter lang und 0,3 bis 0,4 Millimeter breit. Die weiblichen Zapfen stehen einzeln; sie sind 7 bis 27 Millimeter lang und 1,5 bis 2,5 Millimeter breit; nur die äußerste Schuppe bildet einen Samen. Die glänzend-grünen bis grau-grünen Samen sind bei einer Länge von etwa 1,5 Zentimetern rundlich bis verkehrt-eiförmig. Die Samen sind und von einem mit einer Wachsschicht überzogenem Epimatium umschlossen, das im reifen Zustand hell-gelb bis hell rötlich-braun wird.

## Ökologie
Das harzige Epimatium ist essbar; er dient unter anderem Vögeln, Affen und Fledermäusen als Nahrungsquelle. Die Samen sind erst nach Entfernung des fleischigen Epimatiums keimfreudig; offenbar enthält es die Keimung hemmende Substanzen.

## Verbreitung
Das Gewöhnliche Afrogelbholz ist im südlichen Afrika verbreitet. Es kommt in küstennahen und montanen Wäldern vom Westkap in Südafrika in östlicher und nördlicher Richtung bis zum Limpopo und dem südlichen Mosambik vor.

## Systematik
Die Erstveröffentlichung erfolgte 1800 durch den schwedischen Naturforscher Carl Peter Thunberg unter dem Namen (Basionym) Taxus falcata in Prodromus Plantarum Capensium, 117. Das Artepitheton falcata ist lateinisch für „sichelförmig“ und bezieht sich auf das Aussehen der Blätter.
Der britische Botaniker Robert Brown beschrieb die Art unter dem Taxon Podocarpus falcatus; seine Beschreibung wurde 1825 vom französischen Botaniker Charles François Brisseau de Mirbel in Mémoires du Muséum d'Histoire Naturelle, 13, Seite 75 veröffentlicht. Der französische Botaniker Élie-Abel Carrière vergab der Art 1869 das Taxon Nageia falcata in Revue Horticole (Paris) Band 40, Seite 370. 1969 ordnete David John de Laubenfels diese Art unter dem Taxon Decussocarpus falcatus in Journal of the Arnold Arboretum, Volume 50, Seite 359 nochmals einer anderen Gattung zu.
1989 stellte der Botaniker Christopher Nigel Page diese Art unter dem anerkannten Namen Afrocarpus falcatus in Notes from the Royal Botanic Garden, Edinburgh, Volume 45, Seite 383. 1988. in die Gattung Afrocarpus (in einer Vorveröffentlichung 1988 noch mit dem Artepitheton falcata).

## Nutzung
Das Holz wird für die Herstellung von Möbeln, Dachbalken, Fußböden, Tür- und Fensterrahmen sowie im Bootsbau eingesetzt. Viele berühmte Antiquitäten aus Gelbholz in Südafrika wurden aus dem Holz dieser Art hergestellt. Die Stämme wurden früher als Masttopp im Schiffbau verwendet. Die Rinde wird zum Gerben von Leder verwendet.

## Besondere Exemplare
Vom Department of Water and Forests (Wasser- und Forstministerium) in Südafrika wurden einige der größten Bäume als „Champion Trees“ ausgezeichnet; darunter sind die folgenden:
- Der „Tsitsikamma Big Tree“ mit einer Höhe von 39 Metern und einem Brusthöhendurchmesser des Stammes von 3,13 Metern. Die Krone dieses Exemplars ist 37,5 Meter breit (Robert Van Pelt, Messwerte von 2003). Dieser Baum steht im Plaatbos Nature Reserve, Storms River State Forest, Storms River, Ostkap und ist eine Touristenattraktion.
- Der „King Edward VII Tree“ ist das höchste aller öffentlich zugänglichen Exemplare und steht im Diepwalle State Forest, Knysna, Westkap.
- Der „Woodville Big Tree“ (Koordinaten: 33.934° S, 22.645° O) ist ebenfalls touristisch erschlossen; er steht im Bergplaas State Forest, Collins’ Hoek, Westkap.
- Der „Eastern Monarch“ befindet sich in der Nähe des Tyume-Bergpfades im Auckland Nature Reserve von Hogsback, Keiskamma State Forest, Ostkap.[3][4]